# Micrurus tener
Micrurus tener (техаський кораловий аспід) — вид отруйних змій родини аспідових (Elapidae). Мешкає в Мексиці і США. Раніше вважався підвидом Micrurus fulvius.

## Опис
Техаські коралові аспіди мають характерне для коралових аспідів забарвлення, що складається з широких червоних й чорних кілець, відділених одна від одної вузькими жовтими кільцями, які продовжуються на животі. Їх загальна довжина може сягати 122 см, але довжина більшості змій становить 60 см. Голова округла, спинна луска гладка, зіниці округлі. Техаські коралові аспіди дещо більші (товші та довші), ніж арлекінові коралові змії (Micrurus fulvius), а також більш отруйні.

## Поширення і екологія
Техаські коралові аспіди поширені від заходу Луїзіани і південного заходу Арканзасу до центральних і західних районів Техасу в США, а також у мексиканських штатах Коауїла, Нуево-Леон, Тамауліпас та на півночі штату Веракрус, простягачись на захід до Ідальго, Гуанахуато і Сан-Луїс-Потосі.
Micrurus tener живуть в соснових і широколистяних лісах, в субтропічних колючих чагарниках, у високотравних преріях та в прибережних лісах у напівпустелях, на висоті до 500 м над рівнем моря в США та на висоті до 2000 м над рівнем моря в Мексиці. Ведуть прихований, наземний спосіб життя. Живляться переважно зміями і ящірками. Вбивають здобич отруйним укусом, паралізуючи її. Відкладають яйця.
Техаські коралові аспіди становить небезпеку, оскільки вони можуть несподівано вкусити людини. При укусі аспід міцно вчеплюється зубами й сильно стискає щелепи. Відсоток смертельних випадків від укусів досить великий. Якщо не вжити необхідних заходів, то людина помирає зазвичай протягом 20—24 годин після укусу. Отрута впливає головним чином на нервову систему (параліч, колапс), пухлини немає, але в області укусу виникає різкий біль.